# Botok (Kerjo)
Botok is een bestuurslaag in het regentschap Karanganyar van de provincie Midden-Java, Indonesië. Botok telt 2379 inwoners (volkstelling 2010).